# Championnat de Lituanie de football 1998-1999
Navigation
Saison précédente Saison suivante
La saison 1998-1999 du Championnat de Lituanie de football était la 9e édition de la première division lituanienne. Les 14 meilleurs clubs du pays sont regroupés en une poule unique où chaque équipe rencontre deux fois ses adversaires, à domicile et à l'extérieur.
Le FK Zalgiris Vilnius termine en tête du championnat. C'est le 3e titre de champion de Lituanie de son histoire.
Plusieurs événements ont considérablement modifié le déroulement et la fin du championnat. Tout d'abord, deux clubs ont déclaré forfait en cours de saison : le FK Panerys Vilnius après six journées, tous ses résultats ont été annulés. Ensuite, le club de Mastis Telsiai a jeté l'éponge à mi-parcours. De plus, la fédération a décidé d'interdire aux équipes réserves de participer au championnat de première division. En conséquence, le FK Zalgiris II Vilnius et le FK Kauno Jegeriai (qui est l'équipe réserve du FBK Kaunas) sont reléguées en fin de saison, alors qu'ils avaient assuré leur maintien sportivement. La saison prochaine, seuls 10 clubs participeront au championnat.

## Les 14 clubs participants
| - FK Zalgiris Vilnius - FK Ekranas Panevezys - FBK Kaunas - FK Panerys Vilnius - Banga Gargzdai - FK Inkaras Kaunas - FK Kareda Siauliai | - Atlantas Klaipeda - FK Kauno Jegeriai - Promu de D2 - Mastis Telsiai - FK Nevezis Kedainiai - FK Dainava Alytus - Promu de D2 - Lokomotyvas Vilnius - FK Zalgiris II Vilnius |

## Compétition
Le barème de points servant à établir le classement se décompose ainsi :
- Victoire : 3 points
- Match nul : 1 point
- Défaite : 0 point

### Classement
| Rang | Équipe                     | Pts | J  | G  | N | P  | Bp | Bc | Diff |
| ---- | -------------------------- | --- | -- | -- | - | -- | -- | -- | ---- |
| 1    | FK Zalgiris Vilnius        | 59  | 23 | 18 | 5 | 0  | 68 | 8  | +60  |
| 2    | FK Kareda Siauliai (T) (C) | 58  | 23 | 18 | 4 | 1  | 67 | 11 | +56  |
| 3    | FBK Kaunas                 | 57  | 23 | 18 | 3 | 2  | 57 | 14 | +43  |
| 4    | FK Ekranas Panevezys       | 41  | 23 | 12 | 5 | 6  | 45 | 20 | +25  |
| 5    | FK Inkaras Kaunas          | 37  | 23 | 11 | 4 | 8  | 34 | 27 | +7   |
| 6    | Atlantas Klaipeda          | 28  | 23 | 8  | 4 | 11 | 34 | 33 | +1   |
| 7    | Banga Gargzdai             | 26  | 23 | 7  | 5 | 11 | 18 | 30 | -12  |
| 8    | Nevezis Kedainiai          | 25  | 23 | 7  | 4 | 12 | 17 | 36 | -19  |
| 9    | Dainava Alytus (P)         | 25  | 23 | 8  | 1 | 14 | 24 | 53 | -29  |
| 10   | FK Zalgiris II Vilnius     | 21  | 23 | 6  | 3 | 14 | 25 | 60 | -35  |
| 11   | FK Kauno Jegeriai (P)      | 20  | 23 | 6  | 2 | 15 | 22 | 48 | -26  |
| 12   | Lokomotyvas Vilnius        | 12  | 23 | 5  | 0 | 18 | 12 | 47 | -35  |
| 13   | Mastis Telsiai forfait     | 3   | 12 | 1  | 0 | 11 | 4  | 40 | -36  |
| 14   | FK Panerys Vilnius forfait | 0   | 0  | 0  | 0 | 0  | 0  | 0  | 0    |

|  | Qualifié pour la Ligue des champions 1999-2000   |
|  | Qualifié pour la Coupe UEFA 1999-2000            |
|  | Qualifié pour la Coupe Intertoto 1999            |
|  | Participation au barrage de promotion-relégation |
|  | Relégation en deuxième division (équipe réserve) |

### Matchs

#### Barrage de promotion-relégation
Le 12e de première division rencontre le champion de II Lyga afin de déterminer le 10e club autorisé à participer au championnat de A-Lyga la saison prochaine. Les 2 clubs s'affrontent en matchs aller et retour.
| Équipe 1               | Résultat | Équipe 2                    | Aller | Retour |
| ---------------------- | -------- | --------------------------- | ----- | ------ |
| FK Lietava Jonava (D2) | 4 - 5    | FK Lokomotyvas Vilnius (D1) | 3 - 0 | 1 - 5  |

- Le FK Lokomotyvas Vilnius conserve sa place parmi l'élite.

## Bilan de la saison
| Tableau d'Honneur                   |                     |
| Compétition                         | Vainqueur           |
| Championnat de Lituanie de football | FK Zalgiris Vilnius |
| Coupe de Lituanie de football       | FK Kareda Siauliai  |

| Qualifications européennes    |                               |
| Ligue des champions 1999-2000 | Qualifié                      |
| 1er tour                      | FK Zalgiris Vilnius           |
| Coupe UEFA 1999-2000          | Qualifiés                     |
| 1er tour                      | FK Kareda Siauliai FBK Kaunas |
| Coupe Intertoto 1999          | Qualifié                      |
| 1er tour                      | FK Ekranas Panevezys          |

| Promotion et relégation |                                          |
| Relégués en II Lyga     | FK Zalgiris II Vilnius FK Kauno Jegeriai |
| Promu en A Lyga         | Aucun                                    |